# Баријум-јодат
Баријум-јодат је неорганско хемијско једињење хемијске формуле Ba(IO3)2. То је бела, зрнаста супстанца.

## Добијање
Може се добити или реакцијом јода са баријум-хидроксидом или баријум-хлората са калијум-јодатом.

## Својства
Једињење је стабилно до температуре од отприлике 580° С. Преко те вредности дешава се Рамелзбергова реакција:
{\displaystyle \mathrm {5Ba(IO_{3})_{2}\longrightarrow \;Ba_{5}(IO_{6})_{2}+9O_{2}+4I_{2}} }